# Tête MR
La tête MR (pour MagnetoRésistive) est l'un des trois types de têtes de lecture existant sur les disques durs. Les têtes MR sont introduites en 1990 par IBM.

## Description
Ce système de lecture utilise en fait deux têtes de lecture : une pour l'écriture et une pour la lecture, celle de lecture étant basée sur un nouveau principe.

### Mode lecture
La tête magnétorésistive est réservée à la lecture. En présence d'un champ magnétique, sa résistance électrique se trouve modifiée. Ces changements, détectés, permettent de connaître les informations enregistrées sur le disque.

### Mode écriture
Une tête inductive est chargée de l'écriture.